# Scala Delisle
La scala di Delisle /də'lil/ (°D) è la scala di temperatura inventata nel 1732 dall'astronomo francese Joseph-Nicolas Delisle (1688–1768).

## Storia
Delisle definì la sua scala stabilendo come punto 0 la temperatura dell'ebollizione dell'acqua basandosi su di un termometro a mercurio e misurando poi le contrazioni dello stesso metallo a temperature più basse: si tratta quindi di una scala in cui il valore aumenta con il diminuire della temperatura ed originariamente con un solo punto fisso.
I termometri di Delisle avevano solitamente 2400 o 2700 graduazioni per adattarsi alle temperature dell'inverno russo di San Pietroburgo, dove era stato invitato ad aprire un osservatorio da Pietro I di Russia.
Nel 1738 Josias Weitbrecht (1702–1747) ricalibrò il termometro di Delisle fornendolo di un secondo punto fisso, tenendo in considerazione la temperatura di congelamento dell'acqua e fissandola a 150 gradi. Il termometro di Delisle è rimasto in uso per quasi 100 anni in Russia.
Un termometro di questo tipo è conservato al Museo Gustaviano della Università di Uppsala